# 丁懋英

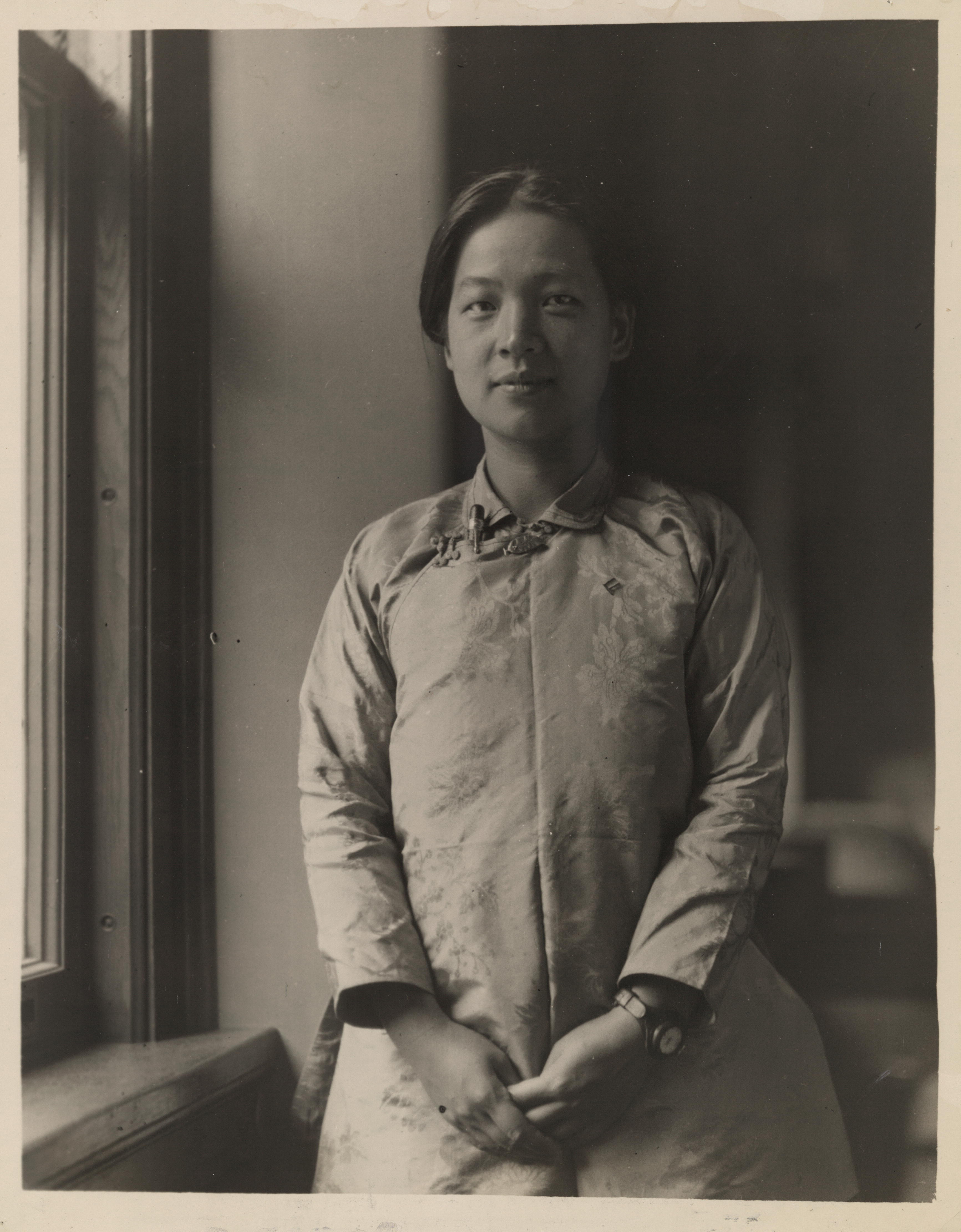
1919年讀醫學院時照片

丁懋英（1892年1月—1969年7月15日），中国著名妇产科医生。

## 生平
1892年出生在江苏镇江姚家桥仲家村，从小和外婆家居住，父亲是上海著名孟河医派中医丁甘仁。待父亲在上海行医成名后，和母亲仲式以及两个哥哥丁伯英和丁仲英搬迁到上海父亲住处。15岁时毕业于在教会学校中西女中，后被父亲安排婚事，逃婚后由二哥秘密从上海带到香港，返沪后不被父亲接纳，来到天津入严氏女学（后改名为南开女子中学）读书，得到严修资助于1913年考取清华大学留美预备班，1914年至1916年在曼荷莲学院学习医学，1918年毕业后考取密歇根大学医学院，1922年医学博士毕业后返回中国，得到严修支持进入北洋女医院，同年院长曹丽云病逝后担任北洋女医局局长兼北洋女医院院长。1929年返回密歇根大学收集整理关于产前保健的著作，临行回国前，碰见父亲的一位银行界朋友，答应出资她出版医学相关小册子，使得中国妇女能够以相对低廉价格买到。
1928年她带领中国访问团参加了位于檀香山的泛太平洋妇女大会。1936年在英租界伦敦路（今成都道106号）创建水阁医院分院，该建筑由建筑师阎子亨设计，建于1935年，俗称丁懋英女医院。1937年5月应南开女子中学邀请为当年毕业班作演讲。1939年1月11日曾被日本宪兵队逮捕，同年1月29日获释。1943年开始担任国际救济总署天津分会会长，协助建立难民营，帮助从朝鲜半岛逃亡到满洲国，再到天津的难民。1945年抗战胜利后在聯合國善後救濟總署、国民政府行政院救济总署华北国际救济会工作。1950年将医院等资产交托给天津市人民政府后，前往香港看望哥哥，后辗转在英国办理护照前往美国。1952年考取美国地方医师执照继续行医。
1969年7月15日参加在纽约的一个医学会议上，因心脏病去世，享年77岁。后葬于旧金山郊外。

## 著作
- 《育儿须知》，天津女医院，1935年8月15日